# Equació de Proca
En física de partícules, l'equació de Proca descriu l'evolució d'un camp massiu vectorial (és a dir, d'espín 1) dins de l'espaitemps de Minkowski. L'equació és una equació d'ones relativista i el seu nom (com el de l'acció associada) prové del físic romanès Alexandru Proca que la va proposar.
L'equació de Proca dins del model estàndard de física de partícules descriu els bosons vectorials massius, és a dir, els bosons W i Z.

## Densitat lagrangiana
[Aquest article utilitza la mètrica (+−−−) i la notació tensorial en la convenció de quadrivectors].
El camp d'interès és un quadripotencial complex {\displaystyle B^{\mu }=\left({\frac {\phi }{c}},\mathbf {A} \right)}, on {\displaystyle \phi } és una mena de potencial elèctric generalitzat i {\displaystyle \mathbf {A} } és un potencial magnètic generalitzat. El camp {\displaystyle B^{\mu }} es transforma com un quadrivector complex. La densitat lagrangiana ve donada per l'expressió:
{\displaystyle {\mathcal {L}}=-{\frac {1}{2}}(\partial _{\mu }B_{\nu }^{*}-\partial _{\nu }B_{\mu }^{*})(\partial ^{\mu }B^{\nu }-\partial ^{\nu }B^{\mu })+{\frac {m^{2}c^{2}}{\hbar ^{2}}}B_{\nu }^{*}B^{\nu }.}
on {\displaystyle c} és la velocitat de la llum al buit, {\displaystyle \hbar } és la constant de Planck reduïda, i {\displaystyle \partial _{\mu }} és el quadrigradient.

## Equació
L'equació d'Euler–Lagrange de moviment per a aquest cas, anomenada equació de Proca, és:
{\displaystyle \partial _{\mu }(\partial ^{\mu }B^{\nu }-\partial ^{\nu }B^{\mu })+\left({\frac {mc}{\hbar }}\right)^{2}B^{\nu }=0}
la qual és equivalent a la conjunció de
{\displaystyle \left[\partial _{\mu }\partial ^{\mu }+\left({\frac {mc}{\hbar }}\right)^{2}\right]B^{\nu }=0}
amb (per al cas de camps massius)
{\displaystyle \partial _{\mu }B^{\mu }=0\!}
que pot ser considerat un condició de galga de Lorenz generalitzada.
Per a fonts de camp no nul·les, amb totes les constants fonamentals incloses, l'equació de camp és:
{\displaystyle c{{\mu }_{0}}{{j}^{\nu }}=\left({{g}^{\mu \nu }}\left({{\partial }_{\sigma }}{{\partial }^{\sigma }}+{{m}^{2}}{{c}^{2}}/{{\hbar }^{2}}\right)-{{\partial }^{\nu }}{{\partial }^{\mu }}\right){{B}_{\mu }}}
Quan {\displaystyle m=0}, les equacions sense font es redueixen a les equacions de Maxwell sense càrrega o corrent i l'expressió aquí amunt es redueix a l'equació de càrrega de Maxwell. Aquest equació de camp de Proca és similar a l'equació de Klein-Gordon (per a partícules d'espín zero), que és també de segon ordre en l'espai i temps.
En la notació de càlcul vectorial, les equacions sense font corresponen a 4 equacions, que es poden separar en una equació escalar (la part temporal, μ = 0) i una equació vectorial (la part espacial, μ = i):
{\displaystyle \Box \phi -{\frac {\partial }{\partial t}}\left({\frac {1}{c^{2}}}{\frac {\partial \phi }{\partial t}}+\nabla \cdot \mathbf {A} \right)=-\left({\frac {mc}{\hbar }}\right)^{2}\phi \!}
{\displaystyle \Box \mathbf {A} +\nabla \left({\frac {1}{c^{2}}}{\frac {\partial \phi }{\partial t}}+\nabla \cdot \mathbf {A} \right)=-\left({\frac {mc}{\hbar }}\right)^{2}\mathbf {A} \!}
on {\displaystyle \Box } és l'operador de D'Alembert.

## Fixació de la galga
L'acció de Proca és la versió amb galga fixa de l'acció d'Stueckelberg via el mecanisme de Higgs. Quantitzant l'acció de Proca requereix l'ús de constrenyiments de segona classe. Si {\displaystyle m\neq 0}, no són invariables sota les transformacions de galga d'electromagnetisme
{\displaystyle B^{\mu }\rightarrow B^{\mu }-\partial ^{\mu }f}
on {\displaystyle f} és una funció arbitrària.